# از دست رفتن معصومیت جنسی
از دست رفتن معصومیت جنسی (انگلیسی: The Loss of Sexual Innocence) فیلمی درام به نویسندگی و کارگردانی مایک فیگیس محصول سال ۱۹۹۹ است. در این فیلم بازیگر بریتانیایی، سافرون باروز، بازی می‌کند که فیگیس سال‌ها با او قرار می‌گذاشت.